# 張相文

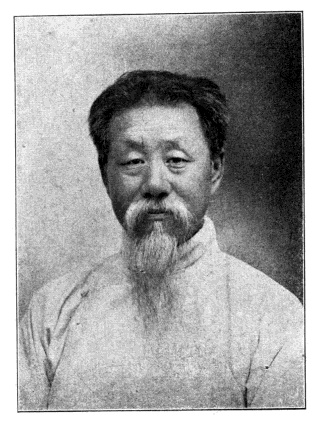
《民国之精华》中的張相文照片

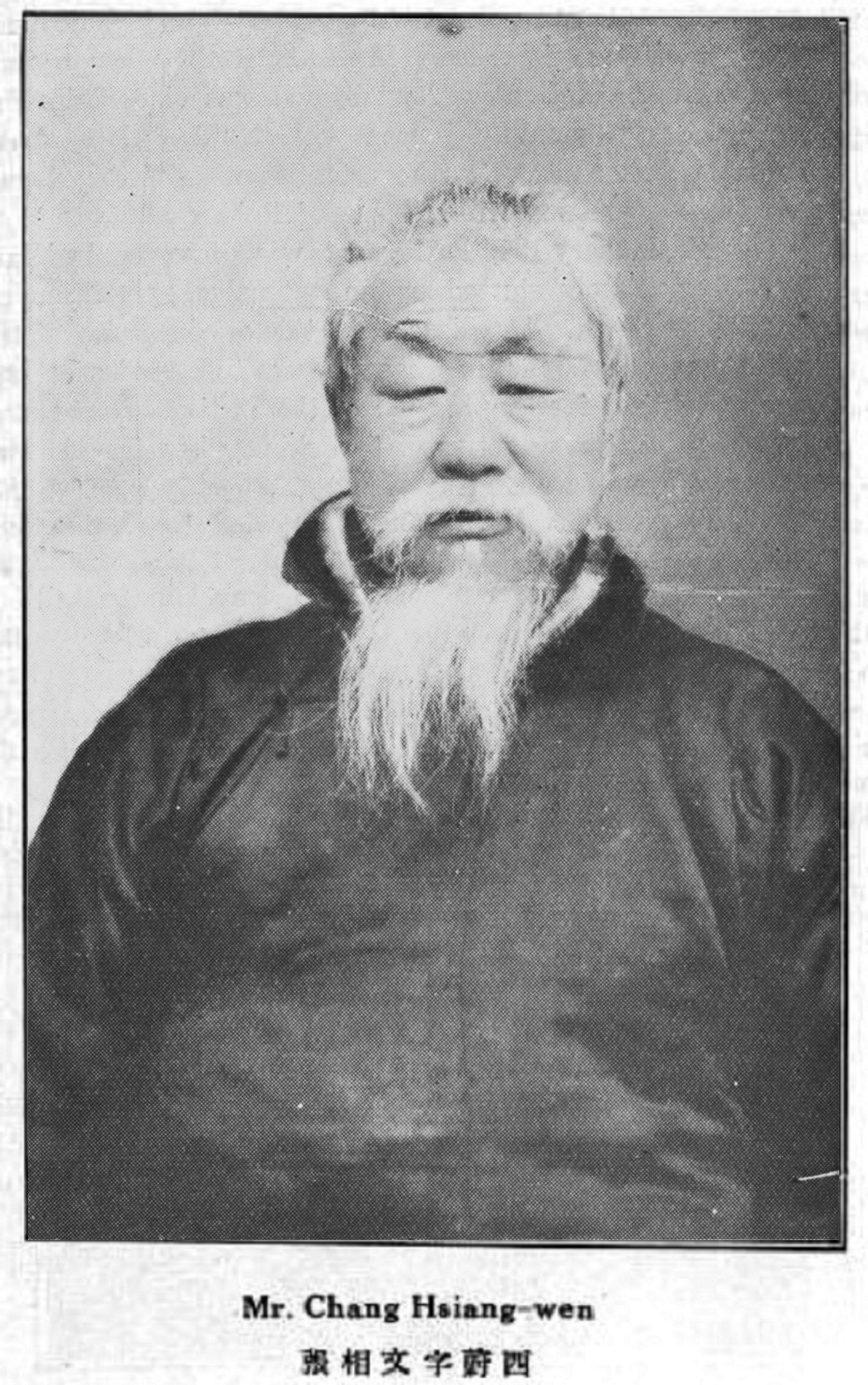
《中国名人录（第三版）》中的张相文照片

张相文（1867年2月3日—1933年1月16日），字蔚西，江苏省淮安府桃源县（今泗阳县）人，大清帝國-中華民國的地理学家。

## 生平
张相文于清同治五年十二月二十九日（1867年2月3日）生于一个贫穷的家庭。自幼学习旧学，但在清朝科举中未能崭露头角。后来，他专注于科学，成为中国地理学的权威。在20年时间内，他一边在学校教书，一边私下开展研究工作。在此期间，他写下了多部有关自然地理及中国地理学史的书籍。从1905年到1911年，他在天津的多所学校及学院任教。当时，中国有两位学者被视为使用现代方法开展研究的地理学权威，一位是白雅雨，另一位就是张相文。前者在1911年辛亥革命中作为革命家在直隶滦州被清军王怀庆杀害。1909年，张相文等人在天津组织了中国第一个地理学会——中国地学会，并当选为首任会长。1910年，中国地学会创办了中国首份地理学术刊物——《地学杂志》。
中华民国成立后，张相文当选第一届国会议员。1914年1月，袁世凯解散国会，张相文随即开始了横跨中国西北部的探险。他考察了长城遗迹，定位了成吉思汗陵，并将自己的发现和旅行过程写成一系列文章，刊登在《地学杂志》上。1916年6月，张相文回到北京，正逢第一届国会被大总统黎元洪恢复，他继续担任国会议员。第一届国会于1917年6月再次被解散后，张相文和其他国会议员赴广东组织非常国会。这让他有机会亲身考察中国西南各省。自此，他开始专心著述，就不同问题特别是道德和宗教阐述自己的看法。1922年6月，第一届国会再次恢复，他继续任议员。张相文笃信佛教，多年吃斋。
1933年1月16日，张相文病逝于北平，享年67岁。

## 家庭
- 子：张星烺